# 야채호빵의 봄방학
《야채호빵의 봄방학》은 박수봉 작가가 네이버 만화에서 연재한 대한민국의 웹툰이다.

## 줄거리
오늘은 뭐 해 먹지? 먹는 고민뿐이던 야채에게 찾아온 봄방학 같은 설렘

## 등장인물
- 이야채
- 유라비
- 유호랑
- 허일천